# كازة (حديبو)

تعديل مصدري - تعديل

كازة هي إحدى قرى مديرية حديبو التابعة لمحافظة سقطرى، بلغ تعداد سكانها 64 نسمة حسب تعداد اليمن لعام 2004.